# Nokia 2
O Nokia 2 é um smartphone com o sistema Android que foi desenvolvido em Espoo, na Finlândia, pela HMD Global. Anunciado no dia 31 de outubro de 2017, o Nokia 2 foi lançado com uma bateria de 4100 mAh que garante a vida de bateria por até dois dias. De acordo com análises, acredita-se que o preço inicial do smartphone seja de €99, equivalente a R$ 390.